# Canvas2
『Canvas2』（キャンバスツー）は、F&C・FC01より発売された18禁恋愛アドベンチャーゲーム、また同ゲームを原作とするアニメ作品である。2004年4月23日に『Canvas2 〜茜色のパレット〜』（ - あかねいろのパレット）が発売され、2005年10月から2006年3月まで『Canvas2 〜虹色のスケッチ〜』（ - にじいろのスケッチ）のタイトルでテレビアニメ（UHFアニメ）が放送された。
2006年1月26日には副題をアニメと同じ「虹色のスケッチ」に変更したPlayStation 2版が角川書店より発売され（CERO対象年齢：15歳以上）、同年10月6日にはF&C・FC01より「虹色のスケッチ」の追加要素を含む逆移植版『Canvas2 DVD EDITION』が発売された。ダウンロード版もある。

## 概要
本作品は『Canvas 〜セピア色のモチーフ〜』の続編にあたる。前作のファンディスク『NAKED BLUE』（2001年）の時点では続編の予定は無いとしていたが、この時の冗談で構想していた部分の一部が実現された。
前作のメイン原画で人気を博した☆画野朗がシナリオのトノイケダイスケと共にF&Cを離脱し、起用できない事態となったが、七尾奈留が参加する事で解決された。七尾は『D.C. 〜ダ・カーポ〜』（2002年CIRCUS）で人気を博したが、その後代表者との不和でCIRCUSとの契約を打ち切っておりその去就が注目されていた人物だっただけに、七尾の参加は本作品に注目を集める事になった。七尾の手によって、本作品の舞台である撫子学園の制服のデザインも前作のものから大幅に改められた。
この他、今までエグゼクイティブプロデューサーの肩書きで製作に参加していた代表の笹岡洋光が現場から離れ、前作ディレクターだった弥七がプロデューサーに、前作シナリオ担当の宮村優がディレクター兼任に昇格するなど製作スタッフの若返りが図られ、オープニング曲は当時売り出し中のYURIAが起用され、キャストもメインヒロイン・エリス役にプロデビュー前の中家菜穂が抜擢された（本作品がデビュー作）。
本作品は前作から5年が経過した撫子学園が舞台という設定であるが、キャラクターは一新され、前作のキャラクターは伝説・思い出として語られる程度に留まっている。このうち、前作の登場人物の一人鷺ノ宮藍が新しく理事長として就任、学園の様子や制服が大きく様変わりし、主人公はこの様変わりした学園の美術教師として登場する。
後発の『赤いCanvasシリーズ なでしこ 〜朱色のらせん〜』は本作よりも前の物語である。

## ストーリー
主人公は画家になることを夢見ていたが、とある出来事をきっかけに夢を諦め、撫子学園の美術教師となる。好きな事を好きと素直に思えない苦悩を抱えつつ、どうにもならない現状に流され続けていく毎日。そんな教師2年目となった主人公の元に従兄妹のエリスが特待生として撫子学園に入学、主人公と同居することになった他、様々な才能・苦悩を持つヒロインたちとの出会いが訪れる。

## 登場人物
声優の記載はPC版 / アニメ版 / PS2版の順。アニメ版固有の設定およびキャラクターについては後述。

### 主人公
上倉浩樹（かみくら ひろき）
声： - / 櫻井孝宏 / -
本作の主人公。撫子学園の美術教師。画家を目指し北海道の高校から東京の美術大学に進学するも、自分の作品を友人である柳に柳自身の描いた作品だと偽って発表され、画家として得られるはずだった名声を横取りされてしまう。それでもどうにか画家への道を模索していたものの、その後、高校の同窓会で起こった一件が決定的となって画家になることを断念。その時の出来事がトラウマとなり、今では絵を描くことに対する情熱さえも失っている。現在美術室におかれている彼の絵は適当に描いたものであり、心から描きたいと思った作品は無いと語っている。
この経緯から美術教師であるにもかかわらず絵画に対する熱意は非常に薄く、勤務態度も些かぐうたら気味で、半ば放任主義の様な授業形態を採ったり、授業に参加している生徒の顔も特別親しい相手で無い限りは名前を覚えていない。美術部の顧問も務めているが、顔を出す事が滅多に無くこちらも放任している。そのため、生徒達からは「不良教師」と見做されたり、美術部部長の竹内麻巳から怒られている場面も多い。しかし、指導力は高く教え方も上手い為、周りからは「真面目にしていれば一流」と評されている。
現在はマンション住まいで従妹のエリスと二人暮し。エリスが来てからは食事を作るようになったらしく、食事は全部彼のお手製である。自家用車持ちであり通勤にも使用していたが、エリスから乗ることを反対しているせいであまり乗れないでいる。また、喫煙者でもあるが、学園内以外では吸わないようにしている。
コミック版・小説版ではゲームのやや捻くれ者でおおざっぱな性格を引き継ぎながらも教師としてはそれなりに熱心であり生徒からも慕われている。さらにアニメ版では性格も真面目で穏やかな好人物となっている。
ゲームでは名前を変更可能。変更した場合、名前の部分は音声がない。
『なでしこ』にてゲームでは初めて素顔が登場するが、アニメ版に近い顔つきだった（髪型もゲームでのイラストや設定画のものではなく漫画版やアニメ版にあわせている）。
経緯は各ルート、媒体で異なるが、最終的に柳が真実を公表した事で、彼と和解すると同時に、改めて絵の才能を認められ、『Canvas4』では教師を辞めて画家になっている。

### ヒロイン
鳳仙エリス（ほうせん エリス）
声：中家菜穂 / 名塚佳織 / 同左
誕生日：9月27日。血液型：A型。身長：154cm。3サイズ：86/53/82。
浩樹の従妹。撫子学園の1年生。日本人の父親とフランス人の母親のハーフで、母親譲りの金髪碧眼美少女。絵画の特待生として入学しており、浩樹や麻巳などが認めるほど絵画に関しては天才的技術を持っている。北海道より上京した際に浩樹の家に居候している。浩樹のことを「お兄ちゃん」と呼び、浩樹からは学園内では「上倉先生」と呼ぶように注意を受けているが直そうとしない。
天真爛漫な表情をもち明るく元気な性格。勉強、運動共に平均的。絵に対する姿勢は真剣そのもので、絵を描くときは周りが見えないほど集中している。老若男女問わず告白されることが日常となっているが、重度のブラコンであり、浩樹以外の人間には恋愛感情は抱いておらず告白も全て断っている。現在も浩樹に対してアプローチしているが、一度も異性として受け止めてくれないため進展していない。また、浩樹が他の女のこと仲良くしているとやきもちを焼くことが多く、特に霧のことをライバル視している。
浩樹の家では家事を分担して行っている(皿洗い担当)が、料理は非常に下手であり、調理実習でカレーを作った際には食べた人間を全員保健室送りにしたという逸話がある（漫画版では殺人級）。しかし、料理が下手だと自覚しておらず、浩樹のために料理を作りたがっているが、浩樹から理由を付けられて止められている。コーヒーを入れる腕はそれなりである。また、自他共に認めるほど寝起きが悪く、浩樹から叩き起こされることが日常となっている。
幼い頃に両親を交通事故で亡くし、自身もまた深い傷を負い心を閉ざしていた過去を持つ。浩樹の絵を通じた看病により回復して、彼女もまた絵を本格的に学び始めるきっかけとなった。そのため、浩樹のことを今でも師匠だと思っている。しかし、血まみれの両親の遺体を目にしたことがトラウマになっており赤色を嫌っている。そのため、絵画にも赤い絵の具を一切使われていない。また、自動車事故だったため、自動車に乗ることも嫌がり、浩樹が自動車に乗ることを禁止している。
為我井徹の小説版ではドジな性格が強調されており、学業面でも劣等生（理数系はほぼ赤点)、「理事長の血縁でコネ入学した」とデマが流れ、一部のクラスメートからいじめを受けているなどゲームよりも悲惨な境遇である。

桔梗霧（ききょう きり）
声：澤ゆり / 生天目仁美 / 同左
誕生日：7月29日。血液型：O型。身長：165cm。3サイズ：83/56/84。
浩樹の幼稚園からの幼馴染。高校まではずっと同じ学校に通っていた。高校時代に浩樹に告白するも玉砕。浩樹が東京へ上京して以降、5年間音信不通となっていた。だが、撫子学園に体育教師の欠員がでたことで赴任し、浩樹と再会。散々文句を言ったが、過去のことは水に流し以前の関係に戻している。以後、浩樹とは学園内でも公私を付けずに友人感覚で接することが多いが、時折、心の中では未だに浩樹に対する未練を残している節を見せる事がある。実は浩樹が絵の道に挫折する決定的なきっかけとなった事件に図らずも関わっていたが本人にその自覚はなく、浩樹が画家となる夢を捨ててしまった事も再会するまで知らず、知った時には愕然とする程にショックを受けていた。
姉御肌のさっぱりとした性格。浩樹に対しては口より手が出ることも多いが、誰よりも人のことを気を遣う優しい女性。学生時代はバスケットボール部所属、高校時代はインターハイ出場経験をもっている。高校卒業後は地元北海道の体育大学に進学している。赴任当日から女子バスケ部の顧問を任されており、指導するときは率先して指導を行っている。また、体育の授業では基礎体力をつけるためにハードな授業を行っているが、生徒に混じって運動をしている。また、家事全般、特に料理は得意としている。

彼女の前任者「哀川」は、『赤いCanvasシリーズ なでしこ 〜朱色のらせん〜』の主人公、哀川総司である。
萩野可奈（はぎの かな）
声：幡宮かのこ（DVD版は大波こなみ） / 徳永愛 / 同左
誕生日：4月26日。血液型：AB型。身長：149cm。3サイズ：76/53/79。
いつも明るく元気でハイテンションな女の子。撫子学園2年生。身長や体格が幼児体型が特徴的で、本人も気にしている。美術の授業を選択しているため浩樹とも顔なじみ。浩樹には一切の敬語を使わないが、非常に懐いており軽口を叩く仲となっている。
売れっ子の恋愛小説家であり、ペンネームは「那珂野際（なか のぎわ）」。代表作に「どす恋ちゃんこLove」「うっちゃれ告白土俵際」などがある。彼女が小説家である事実を親しい人にしか話していない。浩樹は彼女が小説家だという事を知っており、小説を書いたら浩樹に原稿を持ってきて批評してもらうことが日常となっている。なお、小説の時だけはふざけないで真面目に取り組んでいる。
美咲菫（みさき すみれ）
声：木村美佐 / 平野綾 / 同左
誕生日：11月3日。血液型：B型。身長：163cm。3サイズ：84/56/82。
前作のヒロインである美咲彩の妹。撫子学園3年生。父親と姉は世界的に有名な画家、母は有名なフルート奏者と芸術一家で育つ。「撫子の歌姫」と評されるほどの歌声を持ち、合唱部に所属している。クリスマス公演に向けて、放課後になると屋上で歌の練習をしている。美術を選択しているため浩樹のことを知っているが、浩樹は彼女のことを認識していなかった。
物静かな性格で、やや引っ込み思案。だが、人前に立ったり会話をすることが苦手なだけであり、根は素直で明るい。そのため、はっきり物言いができずにうろたえる事も多い。歌の練習するのも人前で上手く歌えないからであり、合唱部で練習しないのも同様の理由である。浩樹に対しても初めは社交辞令程度に接しないが、馴れて来ると結構失礼な物言いを言うようになる。学園の屋上以外にも、近所の公園で練習していることもある。実は高所恐怖症。勉強は好きでないらしく、成績も普通程度。
為我井徹の小説版の小説ではゲームより人懐っこい性格である。またエリス同様クラス内や合唱部でいじめられている描写がある。
鷺ノ宮紗綾（さぎのみや さや）
声：夏野向日葵 / 猪口有佳 / 同左
誕生日：8月17日。血液型：O型。身長：163cm。3サイズ：86/55/84。
撫子学園の理事長である鷺ノ宮藍の姉。世界的に有名なチェロソリスト。撫子学園の理事を務めていたが、バイオリンのコンサートと姉妹校の会議による海外出張で、多忙の妹の依頼により理事長代理になる。
おっとりとしており誰に対しても優しい女性。生徒達とも交流があり親しみやすく人気もある。かなりのシスコンであり、妹の話になると止まらなくなる。妹が足元にも及ばない程の長刀の達人でもあり、長刀部の特別コーチもしている。指導の時は、普段おっとりした態度とは裏腹に、圧倒的な威厳をみせている。趣味はドライブだが、無自覚のスピード狂であり、一度乗った人間は二度と乗りたくないと評されている。なお、自動車は国産には存在しないジャガーを乗り回している。
杉原紫衣（すぎはら しえ）
声：春野かえる / 宮川美保
誕生日：6月4日。血液型：A型。身長：164cm。3サイズ：84/58/86。
準ヒロイン。出版社「白英社」の第三編集部（ティーンズ向け小説誌『ロジウム』編集部）勤務で、可奈の担当編集者。
理屈屋でもあり、不条理なことを嫌う。常に自信に満ち溢れている。酒癖が悪い。可奈には「鬼編集」と思われるほど厳しく接するが、彼女としては可奈の実力を大きく認め、自分が厳しく接したことをバネにして成長してくれることを期待している。可奈に対して庇い立てをする浩樹に対しては好意的ではない。

### 『虹色のスケッチ』以降に登場したヒロイン
竹内麻巳（たけうち まみ）
声：かわしまりの / 豊口めぐみ / 同左
誕生日：12月24日。血液型：A型。身長：159cm。3サイズ：80/54/81。
撫子学園3年生で美術部部長、美咲菫とはクラスメイト。特待生ではない身ながらも、地道な努力による絵画の技術と面倒見の良さから部長に推される。2年生の時、浩樹のぐうたらのせいで傾きつつある美術部を立て直すべく、浩樹の更生に情熱を燃やす。浩樹の性格や行動パターンを熟知している。水彩画を得意としており、「水彩の悪魔」と呼ばれている。
真面目で責任感が強い性格。その性格から浩樹には頼りにする反面苦手としている。お堅く見えるがサバサバしていて噂好きの普通の少女である。実家は喫茶店を経営しており、彼女もメイド服姿でウェイトレスとして働いている。喫茶店の買出しのときもメイド服姿で買い物に出掛けているが、知り合いにバレると恥ずかしいという理由で親しい人間以外には秘密にしている。普段は眼鏡にポニテという目立たない格好だが、私服やウェイトレスの時はコンタクトにして髪も下ろしている。父親のようにうまくコーヒーを入れるように練習をしているが、なかなかうまくいかず悩んでいる。
為我井徹の小説版では口うるささが強調されており、ゲーム以上に辛辣な態度で浩樹に挑む。
Canvas4では撫子の教師になり、美術部の顧問をしている。

藤浪朋子（ふじなみ ともこ）
声：二宮彩子 / 高橋美佳子 / 同左
誕生日：9月10日。血液型：B型。身長：154cm。3サイズ：74/46/72。
撫子学園1年生でエリスのクラスメイト。心臓に持病があるため病弱で、入退院を繰り返している。そのためクラスでも浮いた存在となり、病気のことで同情を寄せられるのを嫌う。不器用で素直でない性格と相まって友達付き合いに乏しいが、エリスとは仲がいい。可奈の小説のファン。典型的なツンデレキャラ。欠席が多いが勉強好きで成績は優秀である。
幼い頃に北海道で入院していた時期があり、事故の影響で入院していたエリスの隣の病室であった。両親が仕事でなかなか来られないこともあって寂しい思いをしていたが、エリスの病室と間違えて入って来た浩樹と出会ったことで元気を取り戻す。1週間ほどだが、浩樹が描いた絵を通じてお見舞いに来てもらうう仲になる。その後学園で再会したものの、互いにそのことには気付いていない。また、この時猫を描いて貰ったことがきっかけで猫が好きになり、昼休みや放課後に野良猫にエサをあげたりしている。その時描いてもらった絵は現在も大事に持っている。
為我井徹の小説版では病弱ではなく、入学当初からエリスと仲が良い設定である。ゲームと異なり冷静でしっかりした性格で必要以上に他者に暴言を吐くこともない。

### サブキャラクター
柳慎一郎（やなぎ しんいちろう）
声：星野涼/谷山紀章/同左。血液型：AB型。身長：177cm。
浩樹と霧の幼稚園以来の幼馴染。浩樹の親友であり絵画のライバル。そして、彼が絵に対する情熱を無くす原因を作った張本人。現在では、世界的にも評価されている人気の画家となっている。
温和で礼儀正しい性格。浩樹が東京の大学に一緒に上京したが、大学卒業時に浩樹の作品を自分の作品と偽って発表してしまい、その作品が評価され、画家として大成する事になったのをきっかけに疎遠となり連絡を取っていない。今作のストーリーの鍵になる人物であり、出来心であったとはいえ結果的に浩樹の画家としての道を潰してしまった事を、今なおも気に病み、浩樹に対して後ろめたい想いを抱え続けており、浩樹もまた柳に対して、裏切られた悔しさと憎みきれない優しさとの間で葛藤する事となり、彼と面と向かって話し合うことを拒んでいる。
浩樹との再会を機に皆の前で自分が過去に行った事件を告白、浩樹に心の底から謝罪した。これにより浩樹とようやく和解できた。
美咲二郎（みさき じろう）
声：不明 / 若本規夫 / 不明
美咲菫の父親で有名画家。娘の菫が偶然手にした浩樹の絵に興味を抱く。
テレビアニメ版では妻が美咲静（みさき しずか、声：土井美加）として登場する。
鳳仙アンナ（ほうせん アンナ）
声：- / 川澄綾子 / -
エリスの母親でフランス人。20年前、日本人の男性と恋に落ちて日本に渡る。浩樹にとって最初の絵の師匠であったが、エリスが幼稚園児の時、家族3人でのドライブ旅行中交通事故に遭い、夫と共に死亡した。浩樹曰く気が強い。駆け落ち同然であった為、フランスの実家には日本の連絡先も伝えていなかった。
ゲーム版では名前が設定されておらず、主人公の回想の中のみの登場。テレビアニメ版では夫が鳳仙彰悟（ほうせん しょうご）（声：神谷浩史）として登場する。
鳳仙雪子（ほうせん ゆきこ）
声：- / さとうあい / -
浩樹にとっては母方、エリスにとっては父方の祖母で、エリスの両親の死後から撫子学園に入学するまでの間、エリスを育てた。浩樹にエリスを任せるという電話を掛けて来るが、ゲーム版では登場しない。
東楓子（あずま　かえでこ）
声：- / -/不明
PS2版・DVD版のみ登場。3年生の美術部員で麻巳の友人。ボーイッシュな容姿をしており、仕切り屋。

## スタッフ
- プロデューサー：弥七
- ディレクター：宮村優、瑞原奈緒（『〜虹色のスケッチ〜』以降）
- キャラクターデザイン・原画：七尾奈留（エリス、霧）、ちこたむ（可奈、沙綾、紫衣、麻巳のキャラクター原案）、魚（菫）、倉嶋丈康（麻巳、朋子）、江森美沙樹（柳、他サブキャラ。『虹色のスケッチ』ではクレジットされない。）
- シナリオ：宮村優（統括・エリス、霧）、定池真実（可奈、菫、麻巳、朋子）、田中タクヤ（紗綾）
- プログラム：瑞原奈緒
- 音楽製作：TYRELL LAB
- Back Ground Music：Elements Garden（上松範康、藤間仁、菊田大介）
- 開発：FC01株式会社
- 製作：ヘッドクォーター株式会社

## 主題歌
- Canvas2 〜茜色のパレット〜
  - オープニングテーマ「プラスチックスマイル(^^」
    - 作詞・作曲・編曲：A BONE / 歌：A BONE featuring Y

  - エンディングテーマ「日々」
    - 作詞・作曲・編曲：TRUE END / 歌：Rena
- Canvas2 〜虹色のスケッチ〜 / Canvas2 DVD EDITION
  - オープニングテーマ「BLUE SKY」
    - 作詞・作曲：YURIA、HAJIMEX / 編曲：小池雅也 / 歌：Honey Bee（YURIA）

  - エンディングテーマ「プライマリーメモリー」
    - 作詞：新堂真弓 / 作曲・編曲：小池雅也 / 歌：スイーツ探検隊

## ファンディスク
INNOCENT COLORS 〜Canvas2 FanDisk〜
2004年8月13日コミックマーケット66で先行発売。一般発売は9月24日。先行発売版と一般発売版ではプログラムのバージョンが違うため、修正ファイル適用時は注意が必要である（ただし、ストーリーなどは同じ。一般発売版には修正の必要はない）。
主人公の過去（学生時代）の物語が語られる他、おまけのシナリオ、ミニゲーム、壁紙集を収録する。ただし、攻略可能なのは実質霧に限られるほか、おまけシナリオのナビゲート等にも霧が登場するため、「桔梗霧ファンディスク」である。
また、ドラマCD「Canvas2 〜プリズム色のサマーフェスタ〜」特別編が収録されていて、ドラマCD終了後の飲み屋での一コマが、ドラマCDに登場しなかった紫衣を交えて語られる。

## ドラマCD

### 『茜色のパレット』関連
ラズベリーオリジナルドラマ Canvas2 インディアン・サマー 〜小さな嘘つき〜
『RASPBERRY』（ソフトバンクパブリッシング）Vol.15の付録CD。2004年4月10日発売。鷺ノ宮紗綾を除くPC版のヒロインが登場。とある日の放課後の美術準備室が舞台のショートストーリーで、4人のヒロインの紹介がメイン。
Canvas2 〜プリズム色のサマーフェスタ〜
2004年10月29日発売。ゲームより半年後の夏休みが舞台のオリジナルストーリー。ゲストキャラクターとして、前作のヒロイン、鷺ノ宮藍と美咲彩が登場するが、何故か彩が同級であるはずの藍のことを先輩と呼んでいる。
Canvas2 Drama CD・Rhapsody de Noel
2004年12月29日コミックマーケット67で先行発売。一般発売は2005年2月20日。ゲームの1年後のクリスマス・イヴ、鷺ノ宮家のクリスマスパーティーが舞台のオリジナルストーリー。声優はPC版に同じ。ゲストキャラクターとして、前作ヒロインの鷺ノ宮藍、桜塚恋とオリジナルキャラクターの「鷺ノ宮 紬（さぎのみや つむぎ）」（声：野神奈々）が登場。

### 『虹色のスケッチ』関連
Canvas2 〜ファーストKISSは、なに色?〜
2006年5月26日発売。サイドストーリーを収録。

## テレビアニメ
『Canvas2 〜虹色のスケッチ〜』のタイトルで2005年10月から2006年3月まで、全24話放送された。サブタイトルにはすべて色の名前が使われている。また、各回ゲストキャラのみならず、端役にも大物声優が多数出演（実写作品でいえばカメオ出演）したことも特筆される。なお、ウェイトレス役として阿澄佳奈がテレビアニメ初出演を果たしている。
各話のアイキャッチでは原作ゲームやアニメ版のスタッフ・ゲストの漫画家・出演声優らが描いたのイラストが使用されている（声優の場合は、自分の演じるキャラクターを描いている。各話のエンディングのスタッフロールで、「アイキャッチ ○○」として表示される）。
16話で、アメリカのドラマ『24 -TWENTY FOUR-』のパロディがされている。

### アニメ版の登場人物
ここでは、アニメ版で追加・変更された設定についてのみ記述する。その他の設定はゲーム版に同じ。

#### メインキャラクター
上倉 浩樹
身分が教師から撫子学園教育学部の大学生に変更され、美術部は高等部の美術部顧問代理を任されたことになっている。外観、性格もゲーム版・漫画版と異なり真面目で大人しいイメージのものになっている。また、それに伴って部員の人望も厚い。
桔梗 霧・杉原 紫衣
大学時代の先輩（紫衣）・後輩（霧）という設定に変更（ゲーム版では接点は無い）。他はゲーム版に同じ。
竹内 麻巳
バイク乗りという設定が追加されている。しかしバイクに乗っている姿を見せたのはOPと23話、24話のみ。

#### テレビアニメ版オリジナルキャラクター
田丸 ひかり（たまる ひかり）
声 - 伊藤静
撫子学園2年生で美術部副部長。はきはきした性格の部長の竹内とは正反対の物静かでおどおどした性格だが、時折大胆な行動に出る事もある。漫画版にも登場し、月刊少年エース06年09月掲載号のエピローグでは、3年生に進学して美術部部長になっている。
ちなみにPS2版『虹色のスケッチ』でもサブキャラで「田丸」という名前の女性美術部員がいて、次期部長という設定である。
高遠 川菜（たかとう かわな）
声 - 井口裕香
撫子学園3年生で合唱部部長。有名人の部員である菫を叱咤する統率力の持ち主。竹内とは友人。
橋爪 彰太（はしづめ しょうた）
声 - 間島淳司
エリスのクラスメイト。陶芸が趣味。エリスに気がある。
望月 笙子（もちづき しょうこ）
声 - 榎本温子
浩樹の父方のいとこ。
望月 ハルナ（もちづき ハルナ）
声 - 釘宮理恵
笙子の娘。

#### 前作『セピア色のモチーフ』に登場したキャラクター
前作における設定は『Canvas 〜セピア色のモチーフ〜』の項を参照。各キャラの設定はテレビアニメ版オリジナル設定。
桜塚 恋（さくらづか れん）
声 - 浅野真澄
浩樹の同級生でトップモデルとして活躍。
篠宮 悠（しのみや ゆう）
声 - 鷹森淑乃
エリスのクラスの担任教師で、浩樹の教育実習の指導係。同僚である霧と仲が良い。
美咲 彩（みさき あや）
声 - 永田亮子
美咲菫の姉で有名画家。菫の応援と休暇のため一時帰国した。なお、美咲家の声優はキディ・グレイドのメイン・キャストで固められている。
鷺ノ宮 藍（さぎのみや あい）
声 - 神田朱未
撫子学園理事長。現在はフランスに出張中。声と5年前の写真のみの登場。
（以下のキャラクターはゲストキャラとして1シーンのみ登場）
橘 天音（たちばな あまね）
声 - 桑島法子
君影 百合奈（きみかげ ゆりな）
声 - 能登麻美子
御薗 瑠璃子（みその るりこ）
声 - 水樹奈々
七城 柚子（ななしろ ゆず）
声 - こやまきみこ

#### その他の作品に登場したキャラクター
いずれもゲストキャラとして1シーンのみの登場。設定自体はゲーム版と同じ。
菜乃花 恵理（なのはな めぐり）
声 - 桑谷夏子
撫子学園の学食のコック。F&Cの過去作品『PALETTE』のヒロイン。
七村 美姫（ななむら みき）
声 - なし
高校生時代の浩樹や霧のクラスメイト。F&Cの過去作品『木漏れ日の並木道』に登場するサブキャラクター。
霜月 春彦(しもつき はるひこ)
声 - なし
人気画家。F＆Cの過去作品『Natural』の主人公。ゲームにて名前のみ登場する。

### スタッフ（アニメ）
- 監督 - 川崎逸朗
- シリーズ構成 - 吉田玲子
- キャラクターデザイン - 新田靖成
- 美術監督 - 近藤あゆみ
- 撮影監督 - 近藤靖尚
- 色彩設定 - 片山由美子
- 編集 - 内田恵
- 音響監督 - 岩浪美和
- 音楽 - ドアーズ・ミュージック・エンタテインメント、4-EVER
- 音楽プロデューサー - かなすぎはじめ
- 音楽制作 - TYRELL LAB、ブロッコリー
- プロデューサー - 立崎孝史、鈴木智子、田中壮明、松林正人、中野葉子、川﨑とも子
- 制作プロデューサー - 橋本和典
- アニメーション制作 - ZEXCS
- 製作 - キャンバス2製作委員会

### 主題歌（アニメ）
オープニングテーマ「プラスチックスマイル（虹色ギターVERSION）」（1話 - 23話）
作詞・作曲 - A BONE / 編曲 - 八七 / 歌 - Honey Bee
エンディングテーマ「NA NA IRO」
作詞 - かなすぎはじめ / 作曲 - かなすぎはじめ、小池雅也 / 編曲 - 小池雅也 / 歌 - スイーツ探検隊、CATS AND DOGS

### 各話リスト
| 話数 | エピソードタイトル       | シナリオ | 絵コンテ   | 演出       | 作画監督                                    |
| ---- | ------------------------ | -------- | ---------- | ---------- | ------------------------------------------- |
| 1    | 禁断のクラシックレッド   | 吉田玲子 | 川崎逸朗   | 川崎逸朗   | 高乗陽子                                    |
| 2    | マンダリンオレンジの再会 | 吉田玲子 | 川崎逸朗   | 千葉大輔   | 岡辰也                                      |
| 3    | 悪戯なカナリアイエロー   | 岡田麿里 | 川崎逸朗   | 山本天志   | 中野彰子                                    |
| 4    | 焦燥のコバルトブルー     | 平見瞠   | 殿河内勝   | 粟井重紀   | 宮下雄次                                    |
| 5    | 溜息のムーングレイ       | 岡田麿里 | 殿河内勝   | 山内東生雄 | 高乗陽子 KIM SOON YEON                      |
| 6    | 誘惑のエメラルドグリーン | 平見瞠   | 川崎逸朗   | 千葉大輔   | 岡辰也                                      |
| 7    | 潮騒のサンドベージュ     | 吉田玲子 | 川崎逸朗   | 川崎逸朗   | 高乗陽子 KIM SOON YEON                      |
| 8    | 哀愁のミッドナイトブルー | 山田由香 | 綴爆       | 長尾粛     | PARK DAE YEOL                               |
| 9    | 瑠璃色のセンチメンタル   | 吉田玲子 | 川崎逸朗   | 冨田裕司   | KIM SOON YEON 重松晋一                      |
| 10   | 追憶のスノーホワイト     | 平見瞠   | 小島多美子 | 辻太輔     | 輿石暁                                      |
| 11   | 浅支子の距離             | 岡田麿里 | 川崎逸朗   | 山内東生雄 | 村田憲泰、斎藤和也 KIM SOON YEON 高乗陽子   |
| 12   | 無邪気なエバーグリーン   | 平見瞠   | 太田知章   | 畠山茂樹   | 岡辰也                                      |
| 13   | セピアのトライアングル   | 山田由香 | 川崎逸朗   | 川崎逸朗   | 村田憲泰、重松晋一                          |
| 14   | ひめごとはダークネイビー | 岡田麿里 | 川崎逸朗   | 粟井重紀   | 宮下雄次、高乗陽子                          |
| 15   | 藍色のプレッシャー       | 吉田玲子 | 太田知章   | 山内東生雄 | 斎藤和也、村田憲泰 KIM SOON YEON 宮田奈保美 |
| 16   | 薄紫のオールナイトロング | 山田由香 | 石踊宏     | 石踊宏     | 阿藍隅史                                    |
| 17   | チェリーピンクを届けたい | 吉田玲子 | 殿河内勝   | 山内東生雄 | KIM SOON YEON 重松晋一                      |
| 18   | トマトレッドを撃て!      | 平見瞠   | 岡本英樹   | 石踊宏     | 阿藍隅史、中本尚子                          |
| 19   | ミルキーホワイトの一夜   | 山田由香 | 小坂春女   | 徳本善信   | 岡辰也                                      |
| 20   | マーマレード色の夕暮れ   | 吉田玲子 | 太田知章   | 粟井重紀   | 朴〓烈                                      |
| 21   | クリスタルの白地図       | 平見瞠   | 小島多美子 | 高山秀樹   | 村田憲泰                                    |
| 22   | インディゴの夜明けに     | 岡田麿里 | 後信治     | 後信治     | 立田眞一                                    |
| 23   | クリスマスカラーの決意   | 山田由香 | 川崎逸朗   | 徳本善信   | 華房泰堂、渡部穏寛                          |
| 24   | 虹色のフィナーレ         | 吉田玲子 | 川崎逸朗   | 川崎逸朗   | KIM SOON YEON 高乗陽子、重松晋一            |

### 放送局
| 放送地域 | 放送局     | 放送期間                       | 放送日時           | 放送系列       |
| -------- | ---------- | ------------------------------ | ------------------ | -------------- |
| 千葉県   | チバテレビ | 2005年10月2日 - 2006年3月26日  | 日曜 24:00 - 24:30 | 独立UHF局      |
| 埼玉県   | テレ玉     | 2005年10月2日 - 2006年3月26日  | 日曜 25:00 - 25:30 | 独立UHF局      |
| 神奈川県 | tvk        | 2005年10月3日 - 2006年3月27日  | 月曜 24:45 - 25:15 | 独立UHF局      |
| 京都府   | KBS京都    | 2005年10月3日 - 2006年3月27日  | 月曜 25:30 - 26:00 | 独立UHF局      |
| 兵庫県   | サンテレビ | 2005年10月4日- 2006年3月28日   | 火曜 24:00 - 24:30 | 独立UHF局      |
| 愛知県   | テレビ愛知 | 2005年10月12日 - 2006年3月29日 | 水曜 26:28 - 26:58 | テレビ東京系列 |

## 漫画
2作品が出版されている。両作品とも作画は児玉樹（こだま みき）。単行本未収録だが、PC逆移植版のマニュアルにも、児玉による4コマ漫画が掲載されていて、スタッフロールにもきちんとクレジットされている。漫画からゲームにフィードバックされた要素もいくつかある。各ヒロインたちとの交流が描かれている。
Canvas2 エクストラ・シーズン
主に季刊誌「エース桃組」（角川書店）で連載されていた。全1巻。
2004年春号から2005年冬号まで連載し、以降は「少年エース」（同）誌上での連載（後述）に引き継がれた。美術部長である竹内麻巳が初めてデザインされた。主人公の目つきがアニメ版に比べてかなり悪く描かれている。あとがきによると、撫子学園の現在の制服のうち、夏服や合服は漫画で勝手にデザインされたものとのことだが、後のアニメやゲームにフィードバックされ、公式デザインとなった（ただし、登場するのは全シナリオ中2回だけと非常に少ない）。
- ISBN 4-04-713720-0

Canvas2 〜虹色のスケッチ〜
「少年エース」誌上で2005年4月より2006年9月まで連載された。単行本は本編が全3巻、4巻に後日談とサイドストーリーを収録。こちらのサイドストーリーは「コンプエース」に散発的に掲載されたものと、PS2初回限定版に付属した冊子に収録されたもの、「コンプエース」の別冊付録に収録されたものがある。美術部部長竹内がヒロイン化されたことにより、デザインをゲーム版に合わせた。漫画版のみの設定として、竹内は度々主人公をイーゼルで殴打する「イーゼルボンバー」を披露している（美術部長伝統奥義らしく、前部長から竹内に伝授され、さらには田丸に受け継がれている）。
- 第1巻 ISBN 4-04-713753-7
- 第2巻 ISBN 4-04-713772-3
- 第3巻 ISBN 4-04-713819-3
- 第4巻 ISBN 4-04-713843-6

## 小説
Canvas2 〜茜色のパレット〜
2004年7月30日発売。ファミ通文庫。ISBN  978-4757719378
- 著：岡崎いずみ
- 表紙・挿絵：フミオ

Canvas2 〜虹色のスケッチ〜 Before RED
2005年12月22日発売。角川書店。ISBN 978-4047072015
Canvas2 〜虹色のスケッチ〜 Beyond RED
2006年3月24日発売。角川書店。ISBN  978-4047072138
- 著：為我井徹
- 表紙他：七尾奈留
- 挿絵：児玉樹

## 携帯アプリ
2010年11月18日にau専用サイトの虹屋より、携帯電話向けにアレンジされたゲームアプリが2000ポイント（2000円相当）でリリースされた。